# التعبئة الروسية 2022
في 21 سبتمبر 2022، بعد سبعة أشهر من الغزو الروسي لأوكرانيا، أعلنت روسيا تعبئة جزئية لقوات الاحتياط العسكرية. اتخِذ القرار بعد يوم واحد من إعلان ضم روسيا لجمهوريتي دونيتسك ولوغانسك الشعبيتين، وخيرسون، وزاباروجيا.
اعتبِر إعلان التعبئة تصعيدًا كبيرًا للجهود العسكرية الروسية في الحرب مع أوكرانيا. أعلن وزير الدفاع سيرغي شويغو أن روسيا لديها «احتياطي تعبئة ضخم» وتخطط لتعبئة 300 ألف مجند. لكن التفاصيل الدقيقة لخطط التعبئة غير واضحة، والعدد الدقيق لجنود التعبئة سري.
في 28 أكتوبر، أخبر شويغو الرئيس الروسي فلاديمير بوتين أن التعبئة قد اكتملت، وأعقب ذلك إعلان بوتين عن اكتمالها. ومع ذلك، هناك تكهنات بأن التعبئة لن تنتهي إلا بعد توقيع بوتين على مرسوم ذي صلة، وأن التعبئة السرية مستمرة. دحض المتحدث باسم الكرملين ديمتري بيسكوف هذا الادعاء، ولكن اعتبارًا من أواخر ديسمبر، أكد العديد من المحللين العسكريين ووسائل الإعلام أن التعبئة مستمرة في روسيا. في 18 مايو 2023، أصدرت المحكمة العليا الروسية بكامل هيئتها الحكم رقم 11 «بشأن ممارسة المحاكم للنظر في القضايا الجنائية للجرائم ضد الخدمة العسكرية»، وفي الفقرة 2 منه لوحظ أن فترة التعبئة (جزئية أو عامة) تبدأ من تاريخ ووقت بدء التعبئة، التي تنشأ بموجب المرسوم ذي الصلة الصادر عن رئيس الاتحاد الروسي، وتنتهي بتاريخ ووقت إلغاء (إنهاء) التعبئة. بذلك، أكدت المحكمة في الواقع أن التعبئة لم تكتمل، لأن مرسوم إعلانها لم يلغ، ولم يصدر مرسوم منفصل بإنهائها.

## خلفية
بحسب صحيفة موسكو تايمز، فقد رفضت السلطات الروسية مرارًا وتكرارًا إمكانية التعبئة 15 مرة على الأقل قبل إعلان التعبئة الجزئية. على سبيل المثال، في 8 مارس، وعد فلاديمير بوتين علنًا بعدم استدعاء أي جنود احتياطيين للقتال في أوكرانيا.
سبق أن تجنبت روسيا إعلان التعبئة في أوكرانيا حتى هذه اللحظة. في السابق، أجريت عمليات التعبئة في الإمبراطورية الروسية خلال الحرب الروسية اليابانية في عام 1904 وفي بداية الحرب العالمية الأولى في عام 1914. حشد الاتحاد السوفيتي سكانه وصناعته بعد الغزو النازي الألماني عام 1941 خلال الحرب العالمية الثانية.

### جمهوريتي دونيتسك ولوغانسك الشعبيتين
في 19 فبراير 2022، بدأت التعبئة العامة في جمهوريتي دونيتسك ولوغانسك الشعبيتين، اللتين لم تعترف بهما في ذلك الوقت أي دولة ذات سيادة، بما في ذلك روسيا. حُشد عشرات الآلاف من السكان المحليين قسرًا للحرب (وفقًا لأحد التقديرات، ما يصل إلى 140 ألف شخص بحلول منتصف يونيو 2022).
رافقت التعبئة مداهمات جماعية على الرجال في سن الخدمة العسكرية. في مؤسسات المنطقة، استدعي ما يصل إلى 80% من الموظفين، مما أدى إلى إغلاق المناجم ووسائل النقل العام، فضلًا عن شل المدن والخدمات العامة. لتجنب التعبئة، اختبأ السكان أو حاولوا مغادرة الجمهوريات بشكل غير قانوني.
كشفت التعبئة عن العديد من المشاكل التي تواجهها القوات المسلحة لجمهوريتي دونيتسك ولوغانسك الشعبيتين. وجد المجندون الذين ليس لديهم تدريب وخبرة قتالية أنفسهم على الخطوط الأمامية دون إمدادات كافية: كانت الوحدات تفتقر إلى الزي الرسمي، والأسلحة، والغذاء، والأدوية. أفاد نشطاء حقوق الإنسان عن عدد كبير من القتلى بين المجندين في اشتباكات مع الجيش الأوكراني الأفضل تدريبًا -ما يصل إلى 30 ألفًا اعتبارًا من أغسطس 2022.

### روسيا
بدأ توزيع أوامر الاستدعاء للتعبئة لجنود الاحتياط في أبريل. لم توضح الاستدعاءات الموزعة الغرض من الاستدعاء. من المفترض أنهم أرسلوها لدعوة الرجال إلى مكاتب التسجيل والتجنيد العسكري، لصياغة العقود للمشاركة في تعبئة الاحتياطيات.
في 28 مايو، عدّل مجلس النواب الروسي تشريعاته المتعلقة بالاستدعاء العسكري، وبالتالي ألغى الحد الأدنى لسن الراغبين في التجنيد.
بعد الهجمات المضادة الأوكرانية في سبتمبر 2022، تعرض بوتين لضغوط متزايدة من القوميين المتطرفين الروس والناشطين المؤيدين للحرب مثل إيجور جيركين وألكسندر كوتس، الذين دعوا إلى التعبئة الكاملة والحرب الشاملة ضد أوكرانيا. قال جيركين إن التعبئة الكاملة في روسيا هي «الفرصة الأخيرة» لتحقيق النصر.

#### الخسائر الروسية
في سبتمبر، أعلن وزير الدفاع الروسي شويغو أن الجيش الروسي تكبد خسارة 5937 جنديًا قتلوا خلال الحرب، وأن 90% من الجرحى عادوا إلى المعركة. اعتبر تصريح شويغو مضللًا على نطاق واسع، فاعتبارًا من 16 سبتمبر، تكبدت القوات الروسية مما لا يقل عن 6476 حالة وفاة مؤكدة بالاسم، وفقًا لبي بي سي. حتى هذا الرقم ثبت أنه أقل من الواقع، قد تكون قائمة الخسائر التي قدمتها بي بي سي أقل بنسبة تتراوح بين 40-60% من العدد الفعلي للجنود القتلى المدفونين في روسيا، ناهيك عن الجنود الذين تُركت جثثهم في أوكرانيا أو صُنفوا عمدًا على أنهم «مفقودون أثناء القتال».
جمعت بي بي سي بيانات عن مقتل أكثر من ألف من نخبة المهنيين العسكريين، بما في ذلك أكثر من 70 طيارًا عسكريًا، وأكثر من 370 من مشاة البحرية، ومئات من المظليين، وأكثر من 200 جندي من القوات الخاصة التابعة لمديرية المخابرات الرئيسية، وكان واحد من كل أربعة منهم ضابطًا. في 21 سبتمبر، أعلنت هيئة الأركان العامة الأوكرانية عن مقتل 55,100 جندي روسي.
في 12 أكتوبر، نقلًا عن مصادر قريبة من الكرملين، أفاد مشروع الإعلام الروسي المستقل آي ستوريز أن أكثر من 90 ألف جندي روسي قتلوا أو أصيبوا بجروح خطيرة أو فقدوا في أوكرانيا.

## مقدمة

### حملة تجنيد تطوعية
قبل بدء الهجوم المضاد في خاركيف، كانت الحالة العامة للقوات الروسية حرجة، لذلك، قررت السلطات الروسية نقل بعض الأفراد من مناطق الصراع الأخرى مثل سوريا وأوسيتيا الجنوبية إلى أوكرانيا لتعويض النقص في القوة البشرية هناك.
نحو شهري يونيو ويوليو 2022، كُلفت السلطات المحلية في الجمهوريات الفدرالية الروسية بتنظيم حملة تجنيد لتشكيل تشكيلات عسكرية جديدة، فيما يُسمى «التعبئة السرية». كل جمهورية فدرالية كانت ملزمة بتشكيل وإرسال «كتيبة تطوعية». عُرضت على المتطوعين عقود قصيرة الأجل بأجر يتراوح بين 40,000 إلى 50,000 روبل ويزيد إلى 130,000 روبل بمجرد دخولهم إلى أوكرانيا. بحلول أغسطس، جُمعت وحدات المتطوعين المعبأة حديثًا في فيلق الجيش الثالث.

### التغييرات التشريعية
في 20 سبتمبر، أي اليوم السابق للتعبئة، اعتمد مجلس الدوما الروسي بالإجماع تعديلات لتضمين مفاهيم التعبئة والأحكام العرفية وزمن الحرب في القانون الجنائي، وأدخل عدة مواد تتعلق بالعمليات العسكرية. خلال فترة التعبئة، أصبح الاستسلام التطوعي معاقبًا عليه بالسجن لمدة 10 سنوات، والنهب بمدة تصل إلى 15 سنة، والتخلف غير المصرح به عن وحدة عسكرية بمدة تصل إلى 10 سنوات. أما المجندين الاحتياطين الذين تخلفوا عن حضور التدريب أو هربوا من الخدمة فتقع عليهم مسؤولية جنائية. نص القانون على معاقبة عدم الامتثال للأوامر، وكذلك على رفض المشاركة في الأعمال العدائية والعمليات.
أشارت عالمة السياسة إيكاترينا شولمان إلى أنه على البوابة الرسمية لمجلس الدوما، وضِعت علامة على مشروع القانون بأن كلا المجلسين (الدوما ومجلس النواب) قد وافقا عليه، ووقعه الرئيس ونشره، على الرغم من أن مجلس الدوما فقط هو الذي صوت لصالحه في تلك اللحظة.

### تجنيد السجناء
بدءًا من يوليو 2022، بدأ ممثلو شركة مجموعة فاغنر بزيارة المستعمرات العقابية الروسية. بحسب مصادر إعلامية، فإن فاغنر بدأ أولًا جولة تجنيد من المستعمرات لقوات أمنية سابقة، ثم تحول بعد ذلك إلى مؤسسات أمنية مشددة. دعا السجناء للمشاركة في الأعمال العدائية كجزء من الشركات العسكرية الخاصة مقابل العفو، ومسح سجلهم الجنائي، ومنحهم جواز سفر روسي، ومدفوعات نقدية (100 ألف روبل شهريًا، 5 ملايين في حالة الوفاة).